# Анотија
Анотија (лат. anotiа) или недостатак шкољке ува (лат. аgenesia auriculae auris) је урођени потпуни недостатак ушне шкољке. Поремећај је најчешће удружен са атрезијом спољашњег ушног канала као и са поремећајима развоја средњег ува. Човеково уво које је готово стално непомично и са бочних страна главе, понекад прекривено дугом косом веома мало упада у очи посматрача, за разлику од остали делова лица који су знатно упадљивији због деловања мимичне структуре код говора и различитих афеката. Једино  кад она недостаје или је абнормално велика или мала или кад је абнормално положена онда упада у очи. У том смислу недостатак и положај ува на глави има и са естетског гледишта велико значење, што код особе без ушне шкољке може изазвати бројне емотивне проблеме.

## Ембрионални развој ушне шкољке и анотија
Развој ушне шкољке почиње на почетку другог месеца феталног живота, када се у најпроксималнијем делу појављују прве шкржне бразде - мале крвжице (лат. coliculi auriculares), од којих се три налазе на мандибуларном, а три на хиодином луку. Оне расту неједнаком брзином, неке остају готово непромењене, као нпр. оне из којих се развијају трагус, антитрагус, и лобулус ушне шкољке, а друге расту у дебљину и ширину, стварајући наборе ушне шкољке. Потпуно развијена ушка може се упоредити са дугуљастом шкољком, која је у особа беле расе отприлике овална, док је код особа црне расе округла или четвртаста.
Због недовољног раста или неправилног и непотпуног срастања појединих поменутих квржица могу настати разни деформитети ушне шкољке, међу којима је и анотија - недостатак ушне шкољке.

## Епидемиологија
Пошто се озбиљност микротија и анотија креће од благе до тешке, истраживачи тешко могу проценити колико је беба оболело од аномалија ушне шкољке. Недавно су државни системи за праћење урођених оштећења у Сједињеним Америчким Државама процијенили да је преваленција анотија/микротија мање од 1 на 10.000 живорођених до око 5 на 10.000 живорођених.

## Етиопатогенеза
Узрок настанка ове аномалија може бити:
- инфекција током трудноће,
- васкулрани инциденти,
- лоше презентација плода током трудноће,
- генетички поремећаји
- удружене аномалије ува, главе и других органа.

Недавна истраживања која је спровео Центар за контролу и превенцију болести показала су да међу значајне факторе ризика за развој анотије спадају:
Шећерна болест
Доказано је да су жене које болују од шећерне болести пре трудноће више изложене ризику да добију дете с анотијомили микротијом, у поређењу са женама које нису имале шећерну болест.
Мајчинска исхрана
Труднице које су током трудноће биле на дијети са нижим уносом угљених хидрата и фолне киселине могу имати повећан ризик рађања детета са анотијом или микротиијом у поређењу са свим осталим трудницама.

## Клиничка слика
Анотија се обично развија током првих неколико недеља трудноће. Ови недостаци могу варирати од једва приметних до великогдефекта у формирању ува. Код већине деце анотија се манифестује измењеним  спољашњим изгледом главе детета док обично делови уха унутар главе (унутрашње уво) нису погођени. Међутим, неке бебе са овим дефектом могу имати уски или недостајући ушни канал, што значакно може нарушити слушну функцију ува.
Постоје четири врсте анотија/микротија ува, у распону од типа 1 до типа 4. Тип 1 је најмекши облик, где уво задржава свој нормалан облик, али је ушна шкољак мања него иначе. Тип 4 је најтежи тип код кога недостају све спољне структуре ува -анотија. 
Ово стање може захватити једно или оба ува. Међутим, чешће је да бебе имају само једно захваћено уво.

## Дијагноза
Како је анотија видљиве при рођењу већ визуелним прегледом лекар може поставити дијагнозу. Међутим да би се пацијент детаљно сагледом потребно је обавити аудиолошки преглед и снимање рендгеном (ЦТ или ЦАТ) ува, што може пружити детаљну слику о стању коштаних и других структура ува.
Поред оториноларинголошког прегледа неопходно је обавити и детаљан физички преглед како би открила било која друга урођена мана.

## Терапија
Лечење деце са анотијом зависи од врсте или тежине стања и прецене аудиолога након обављеног тестирања дететовог губитка слуха и обима оштећења ува. Чак и губитак слуха на једном уву може детету да шкоди током школовања.
Након попстављене дијагнозе одмах треба размотрити све могућности раног лечења и спровести све активности које могу пружити боље резултате. У том смислу могу се користитити слушна помагала која могу утицати на побољшање дететових слушних способности и помоћи у развоју говора.
Хирургија се користи за реконструкцију спољног ува. Време обављања хируршке операције зависи од тежине оштећења и старости детета. Хируршка терапија се обично изводи између 4. и 10. године живота. Даљње лечење може бити потребно ако дете има друге урођене мане.
У недостатку других могућности, деца која имају анотију могу се нормално развијати и водити здрав живот и без ушне шкољке. Међутим нека деца са анотијом могу имати проблема са самопоштовањем јер манифестују забринута због видљивих естетских разлика између себе и друге деце. 
Како лечење пластично-хируршким захватом, најчешче не задовољаваа естетски и функционално, у циљу исправљања козметичког недостатка употребљавају се протезе од пластичне масе.
Групе за подршку родитељима могу бити од користи породицама са новорођеним беба које имају урођена оштећењима главе и лица, укључујући и анотију.